# Josefina Egas Montalvo
Josefina Egas Montalvo (1920 - 2 de febrero de 2014, Guayaquil, Ecuador) fue una escritora, poetisa y docente ecuatoriana, reconocida por la creación de varios textos de poesía y de antologías literarias, además de ser galardonada con premios y condecoraciones otorgadas por el Ministerio de Educación de Ecuador y del Congreso Nacional.
Fue miembro activo de la sección Ciencias de la Educación de la Casa de la Cultura Ecuatoriana, en su sede Guayas en Guayaquil. Presidió además, la Comisión Cultural del Círculo de Periodistas del Guayas.    

## Biografía
Su obra "Poetas periodistas guayaquileños", publicada en 2007, abordó la biografía de sesenta y nueve autores, vivos y fallecidos, todos de origen guayaquileño. La presentación de la obra tuvo lugar en la Casa de la Cultura Ecuatoriana, núcleo del Guayas; evento durante el cual explicó la orientación de su contenido y leyó fragmentos de poetas-periodistas citados en el ejemplar.
En 2006, fue incluida en la obra "La voz de eros: dos siglos de poesía erótica de mujeres ecuatorianas", por la poetisa quiteña Sheyla Bravo Velásquez, que compila los poemas de 110 autoras de renombre con el fin de mostrar la participación de la mujer en el mundo literario, como Dolores Veintimilla, Alicia Yánez Cossío, Matilde Hidalgo Navarro, entre otras.

## Reconocimiento
En el mes de septiembre del año 2011 se celebró en el teatro José Martínez Queirolo de la Casa de la Cultura, núcleo del Guayas (CCG) una sesión solemne con el objetivo de reconocer el aporte al desarrollo cultural de la región a numerosos artistas, escritores e intelectuales de la ciudad, en el que fue premiada por su trayectoria como maestra y poeta. Recibió una medalla y el acuerdo de la institución donde se menciona su condecoración, reconociendo su trayectoria como docente y por su trayectoria consagrada al arte  y el pensamiento, entregado por Aquiles Rigail, profesor de la Universidad Católica de Santiago de Guayaquil.

## Muerte
La poetisa ecuatoriana falleció la mañana del 2 de febrero de 2014 a los 94 años, debido a una afección cardíaca que padecía desde hace algunos años.